# Hans Schachl
Hans Schachl (* 5. Dezember 1949) ist österreichischer Pädagoge und ehemaliger Hochschulrektor.
Schachl war seit den 1970er Jahren als Lehrer in Pflichtschulen tätig. 1980 promovierte er an der Universität Salzburg im Fach Psychologie mit der Dissertation Die Abhängigkeit des Sprachverstehens bei der Tachistophonen Methode von Lernen, Intelligenz und Gedächtnisprozessen.
Ab 1983 lehrte er an der Privaten Pädagogischen Hochschule der Diözese Linz (damals noch Pädagogische Akademie) und wurde 1999 zum Direktor der Akademie ernannt. Schachl war Gründungsrektor der Privaten Pädagogischen Hochschule der Diözese Linz und leitete sie als Rektor von 2006 bis 2012. Er machte sich um die Beziehungen zu Hochschulen im Ausland verdient. Die Universität Lettlands ernannte ihn 2008 zum Ehrensenator. Seit 2009 ist er Hofrat.